# Hankovce (Bardejov)
Hankovce (ungarisch Hankvágása – bis 1907 Hankóc) ist eine Gemeinde im Osten der Slowakei mit 437 Einwohnern (Stand 31. Dezember 2024). Sie gehört zum Okres Bardejov, einem Kreis des Prešovský kraj, und wird zur traditionellen Landschaft Šariš gezählt.

## Geographie
Die Gemeinde befindet sich in den Niederen Beskiden, noch genauer im Bergland Ondavská vrchovina, im Einzugsgebiet der Topľa. Das Ortszentrum liegt auf einer Höhe von 257 m n.m. und ist 20 Kilometer von Bardejov entfernt (Straßenentfernung).
Nachbargemeinden sind Vyšná Voľa und Poliakovce im Norden, Nemcovce im Osten, Porúbka im Osten und Südosten, Harhaj im Süden, Kochanovce im Südwesten, Oľšavce im Westen und Nižná Voľa im Nordwesten.

## Geschichte
Das Gemeindegebiet wurde in der Jungstein- und Bronzezeit besiedelt, mit Funden der Kultur ostslowakischer Hügelgräber.
Hankovce entstand nach deutschem Recht in der Mitte des 14. Jahrhunderts in der Herrschaft von Kučín und wurde zum ersten Mal 1377 schriftlich erwähnt. 1427 wurden 30 Porta verzeichnet, die dem Geschlecht Perényi gehörten. Im 16. Jahrhundert kam das Dorf zum Herrschaftsgebiet der Burg Scharosch, danach gehörten die Ortsgüter der Familie Péchy im späten 17. und Görgey im 19. Jahrhundert.
1787 hatte die Ortschaft 44 Häuser und 334 Einwohner, 1828 zählte man 67 Häuser und 493 Einwohner, die als Hirten und Viehhalter beschäftigt waren.
Bis 1918 gehörte der im Komitat Sáros liegende Ort zum Königreich Ungarn und kam danach zur Tschechoslowakei beziehungsweise heute Slowakei. In der Zeit der ersten tschechoslowakischen Republik waren die Einwohner als Fuhrleute und Landwirte tätig. Nach dem Zweiten Weltkrieg pendelte ein Teil der Einwohner zur Arbeit in Industriebetriebe in Bardejov und Košice, die örtliche Einheitliche landwirtschaftliche Genossenschaft (Abk. JRD) wurde im Jahr 1959 gegründet.

## Bevölkerung
| Jahr                | 1994 | 2004    | 2014    | 2024    |
| ------------------- | ---- | ------- | ------- | ------- |
| Anzahl der Personen | 411  | 402     | 400     | 437     |
| Unterschied         |      | −2,18 % | −0,49 % | +9,25 % |

| Jahr                | 2023 | 2024    |
| ------------------- | ---- | ------- |
| Anzahl der Personen | 439  | 437     |
| Unterschied         |      | −0,45 % |

Nach der Volkszählung 2011 wohnten in Hankovce 403 Einwohner, davon 395 Slowaken, jeweils zwei Russinen und Ukrainer sowie ein Pole. Drei Einwohner machte keine Angabe zur Ethnie.
238 Einwohner bekannten sich zur Evangelischen Kirche A. B., 156 Einwohner zur römisch-katholischen Kirche, 12 Einwohner zur griechisch-katholischen Kirche und ein Einwohner zu den Brethren. Ein Einwohner war konfessionslos und bei fünf Einwohnern wurde die Konfession nicht ermittelt.

## Baudenkmäler
- römisch-katholische Martinskirche im barock-klassizistischen Stil[6]
- evangelische Kirche aus der ersten Hälfte des 20. Jahrhunderts[7]

## Verkehr
Nach Hankovce führt nur die Cesta III. triedy 3511 („Straße 3. Ordnung“) als Abzweig der Cesta III. triedy 3510 zwischen Kochanovce und Kučín.